# حاجی‌آباد (مردهک)
حاجی‌آباد (عنبرآباد)، روستایی از توابع بخش جبالبارز جنوبی شهرستان عنبرآباد در استان کرمان ایران است که متآسفانه به علت خشکسالی های پیاپی چندسال اخیر اکثر باغاتش خشک شده است

## جمعیت
این روستا در دهستان مردهک قرار دارد و براساس سرشماری مرکز آمار ایران در سال ۱۳۸۵، جمعیت آن ۲۸۹ نفر (۶۷خانوار) بوده‌است.